# Pseudotocepheus shauni
Pseudotocepheus shauni är en kvalsterart som beskrevs av Grobler 1997. Pseudotocepheus shauni ingår i släktet Pseudotocepheus och familjen Tetracondylidae. Inga underarter finns listade i Catalogue of Life.